# Томбола
Томболите са еднократни или многократни хазартни игри, които се разиграват с участието само на продадените за целта билети (ценни книги на приносител). Томболите се организират публично, като се дава възможност на участниците да следят правилата на играта и разпределението на печалбите.
Организатори на томболи могат да бъдат само организации с нестопанска цел, които са получили съответното разрешение от Държавната комисия по хазарта. Контролните органи на Държавната комисия следят за разходването на средствата от тези игри, съобразно предварително оповестените и разрешени цели.